# Альпійські хвойні ліси Хонсю
Альпійські хвойні ліси Хонсю (ідентифікатор WWF: PA0511) — палеарктичний екорегіон хвойних лісів помірної зони, розташований в горах Японії. 

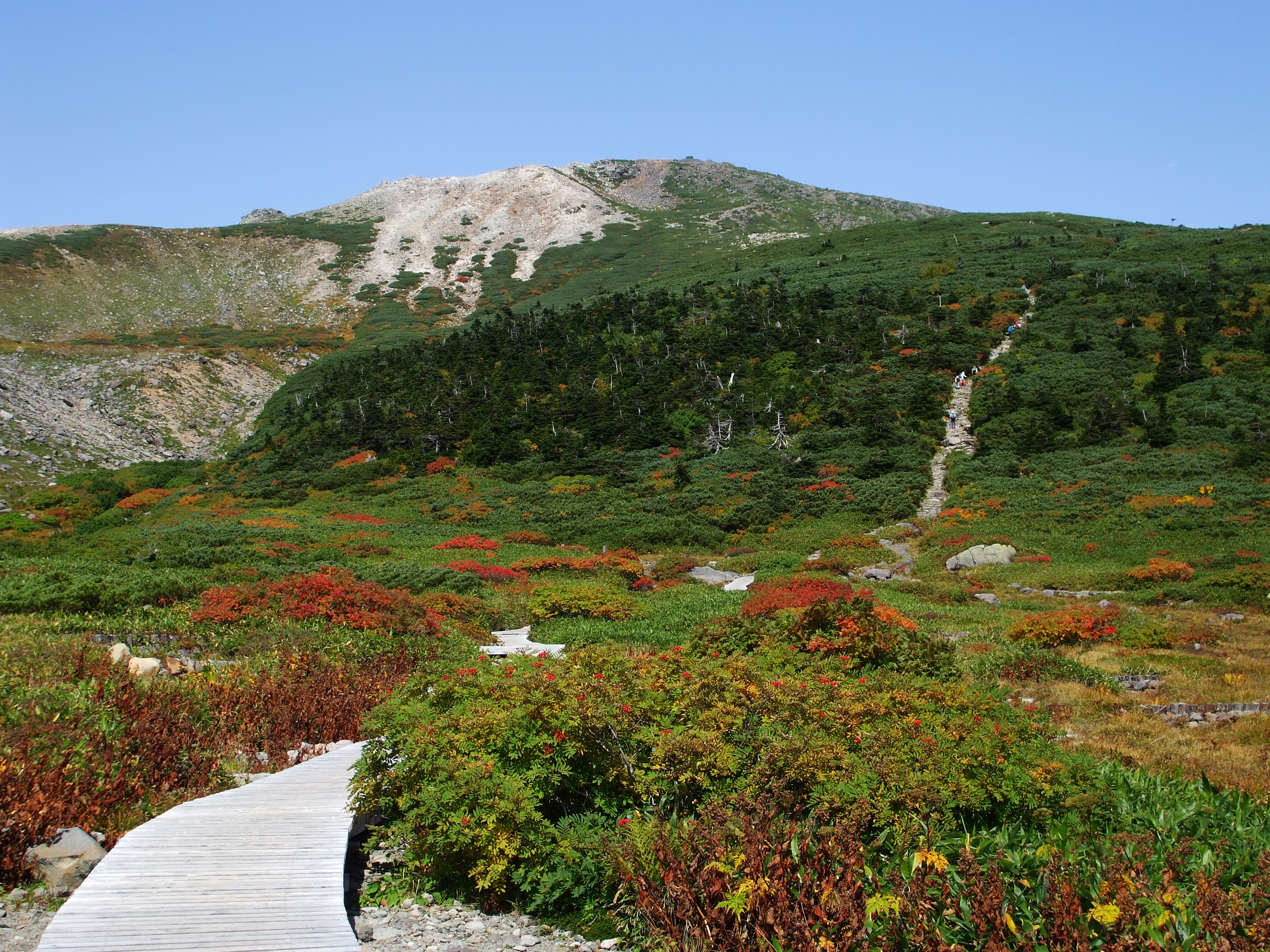
Альпійські луки на горі Хакусан

## Географія
Екорегіон альпійських хвойних лісів Хонсю охоплює найвищі гірські вершини, розташовані в центрі та на півночі острова Хонсю, найбільшого в Японському архіпелазі, а також на півострові Осіма на південному заході острова Хоккайдо, відділеного від Хонсю протокаю Цуґару. Серед розташованих в межах екорегіону гір слід відзначити вулкан Фудзі висотою 3776 м, найвищу гору Японії, гору Хакусан висотою 2702 м, гору Кусацу-Сіране висотою 2165 м та гори Хаккода висотою 1584 м. На більш низьких висотах альпійські хвойні ліси Хонсю переходять у ніхонкайські гірські листяні ліси та у японські тихоокеанські гірські листяні ліси.

## Клімат
В межах екорегіону переважає вологий континентальний клімат (Dfb за класифікацією кліматів Кеппена), а на найвищих вершинах — субарктичний клімат (Dfc за класифікацією Кеппена). Середньорічна температура становить 7,4 °C, середня максимальна температура становить 24,6 °C, середня мінімальна температура становить -9 °C. Середньорічна кількість опадів становить 1511,3 мм.

## Флора і фауна
Рослинний покрив екорегіону представлений альпійськими луками, болотами та хвойними лісами. Розподіл рослинних угруповань залежить від клімату, зокрема від кількості опадів та товщини снігового покриву. У місцевостях, де сніг тане рано, ростуть невисокі, густі чагарникові зарості кедрового сланця (Pinus pumila). Там, де ґрунт просякнутий більшою кількістю води, поряд з кедровим сланцем ростуть листяні дерева — вільхи (Alnus), клени (Acer), горобина (Sorbus). Восени листя цих дерев набуває яскравого кольору і опадає. Основу хвойних лісів екорегіону складають ялиці Маріса (Abies mariesii), ялиці Вейтча (Abies veitchii) та аянські сосни (Picea jezoensis). Також в лісах регіону ростуть різнолисті тсуґи (Tsuga diversifolia), берези Ермана (Betula ermanii), японська горобина (Sorbus commixta), різні види рододендронів (Rhododendron) та мензізій (Menziesia). В підліску лісів ростуть різноманітні трави та папороті. В деяких частинах екорегіону зустрічаються густі зарості курильської сази (Sasa kurilensis), різновиду карликових бамбуків.
Серед поширених в екорегіоні ссавців слід відзначити японського оленя (Cervus nippon), японського серау (Capricornis crispus), японського кабана (Sus scrofa leucomystax), японську лисицю або кіцуне (Vulpes vulpes japonica), японського єнота або танукі (Nyctereutes viverrinus), японського борсука (Meles anakuma), японську куницю (Martes melampus), майже ендемічного японського горностая (Mustela erminea nippon), японську політуху (Pteromys momonga) та рідкісного японського білогрудого ведмедя (Ursus thibetanus japonicus). В березових лісах, у перехідній зоні між субальпійським та альпійським поясами, зустрічаються японські макаки (Macaca fuscata). Серед поширених в екорегіоні птахів слід відзначити тундрову куріпку (Lagopus muta), яка гніздиться в горах на висоті понад 2500 м над рівнем моря, беркута (Aquila chrysaetos) та майже ендемічного японського вівчарика (Phylloscopus xanthodryas).

## Збереження
Оцінка 2017 року показала, що 5087 км², або 44 % екорегіону, є заповідними територіями. Природоохоронні території включають: Національний парк Товада-Хатімантай, Національний парк Хакусан, Національний парк Дзосін'ецукоґен та Національний парк Тюбусанґаку.